# 托勒密厄斯
托勒密厄斯（前3世纪—前130年），他在公元前201年－前163年任科馬基尼總督，公元前163年－前130年任科馬基尼國王。
他是塞琉西帝國轄下的科馬基尼行省的最後一任總督（Satrap），曾仕事於安條克三世、塞琉古四世 、安條克四世及安條克五世四位敍利亞君主。
公元前163年，當塞琉西帝國快將瓦解時，托勒密厄斯決定叛離塞琉西，讓科馬基尼成為獨立王國，定都撒摩撒他（Samosata）。撒摩撒他原是科馬基尼行省時的首府。
托密勒厄斯事實上是帕提亞國王米特里達梯一世的親戚，與帕提亞王朝有關係。根據內姆魯特達格陵墓的銘文碎片，考古學家發現托勒密厄斯是波斯國王大流士一世的後裔。
托勒密厄斯卒於公元前130年，妻子名字不詳，他的兒子及繼承人名叫薩姆斯二世。

## 外部連結
- Encyclopaedia Iranica - Commagene （页面存档备份，存于）（英文）

| 前任： － | 科馬基尼國王 前163年－前130年 | 繼任： 薩姆斯二世 |